# Джо Масино
Джоузеф С. Масино, наричан Големият Джоуи, е нюйоркски ресторантьор и бивш глава на фамилията Бонано. През юли 2004 г. е обвинен в мошеничество, извършване на 7 убийства, умишлени палежи, изнудване, незаконно лихварство, незаконни залагания, заговор и пране на пари.

## Биография
Масино е бивш собственик на фирма за кетъринг и италиански ресторант „Казабланка“. Приятел е на бившия бос на фамилията Гамбино Джон Готи.
През октомври 1986 г. Масино е признат за виновен по обвинения в нарушаване на един параграф от Закона за инвестиране на получените от рекет капитали, един параграф от Закона на Хобс и девет параграфа от Закона на Тафт-Хартли. През януари 1987 г. е осъден на десет години лишаване от свобода.
Бившият му приятел и близък роднина Салваторе Витале дава показания на процеса срещу него през 2004 г., като твърди, че Масино е изоставил семейството му, докато е бил в затвора.
Масино е обвинен в поръчване на убийството на Доминик Наполитано – Сони Блек, който го е запознал с агент Джоузеф Пистоне, работещ за ФБР под прикритие, и Тони Мира. Наполитано е открит с отрязани ръце.
Според плановете Масино трябва да отиде на втори процес за убийство, и в случай, че е намерен за виновен, трябва да бъде осъден на смърт. Така за първи път италианец, участник в организираната престъпност в САЩ и за първи път бос от мафията щеше да получи такова наказание. През октомври 2004 г. хора на ФБР започва да изравя трупове в гробище в Куинс, известно като Дупката. Те търсят телата на жертви на Готи, включително Джон Фавара, убил сина на Готи по случайност, и Томи де Симоне, убит заради това, че е убил един от хората на Готи. ФБР казват единствено, че информацията идва от достоверен източник.
На 4 февруари името на информатора е обявено и се оказва, че това е Джо Масино. За да запази живота и имуществото си, той започва да сътрудничи с федералните служби в края на септември 2004 г., като записва разговорите си с действащия бос Винсънт Башано. За първи път официален бос става информатор, а нещата около нюйоркската мафия почти се разплитат.
На 23 юни 2005 г. Масино е осъден по обвинения в редица престъпни деяния. Въпреки че избягва смъртната присъда поради сътрудничеството и информацията, която дава, Масино е осъден на доживотен затвор. Книгата „Последният кръстник: Възходът и падението на Джоуи Масино“ излиза на 7 март 2006 г.